# Viaduc du Malvan (Chemins de fer de Provence)
Ne doit pas être confondu avec Viaduc du Malvan (Tramways des Alpes-Maritimes).
Le viaduc de Malvan est un pont en arc situé sur la commune de Vence dans les Alpes-Maritimes. Sa première construction achevée remonte à 1890. Ce viaduc était un des nombreux viaducs de la ligne Central-Var (Nice - Vence - Grasse - Meyrargues) exploitée entre 1889 et 1950. Plusieurs autres ouvrages d'art de la ligne ayant été détruits en 1944 à la suite de faits de guerre, il sera reconstruit réaffecté en 1966[réf. nécessaire], pour assurer le tracé de la route départementale 6.

## Exploitation

### Liaison routière
Actuellement, il est intégré à la route départementale 6 qui mène à Saint-Paul de Vence.

## Éléments historiques
- Le 29 juillet 1889, la section entre Grasse et Nice, qui comprend le viaduc du Malvan est déclarée d’utilité publique par le ministre des travaux publics[1].
- 8 novembre 1890, inauguration de la section Grasse - Draguignan de la ligne Central-Var.
- 1944, plusieurs viaducs sont détruits sur la ligne ; celui des Chemins de fer de Provence à Malvan reste debout.
- 1945, la décision est prise de ne pas reconstruire la portion de ligne qui passe par le viaduc du Malvan ; elle est donc déclassée, sa plate-forme perd ses rails et est attribuée aux communes, qui déplorent ce démantèlement[2].
- 1966 : l'ouvrage prend une vocation purement routière routière[réf. nécessaire].
- 1974 : élargissement du tablier du nouveau pont construit en 1966 par une dalle en béton armé.

## Caractéristiques
[pas clair]

### Caractéristiques initiales
- Longueur totale : 190 m
- Largeur totale : 6,40 m
- Portée principale : 16 m
- Nombre de travées : 7 arches de 16 m

### Caractéristiques actuelles
- Type d'arc : maçonnerie, béton armé
- Tablier : Dalle béton (1974)
- Portée principale : 22 m
- Longueur totale : 132 m
- Nombre de travées : 6